# Chongzhou

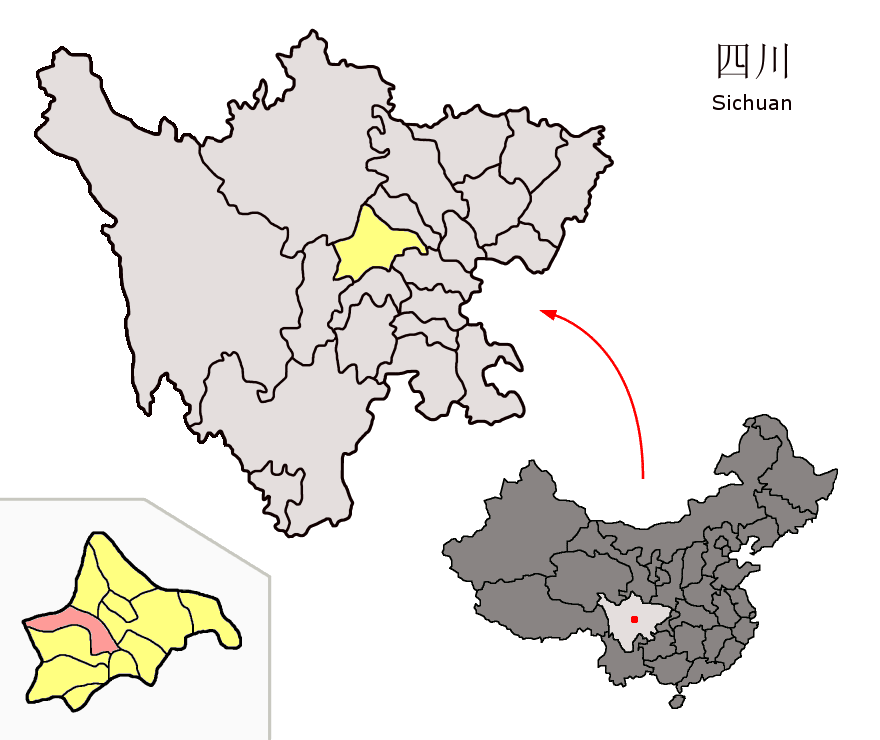
Lage von Chongzhou

Die Stadt Chongzhou (chinesisch 崇州市, Pinyin Chóngzhōu Shì), der frühere Kreis Chongqing 崇庆县, ist eine kreisfreie Stadt der Unterprovinzstadt Chengdu in der chinesischen Provinz Sichuan. Sie hat eine Fläche von 1.091 km² und zählt 735.723 Einwohner (Stand: Zensus 2020).
Der Yanhua-Teich (Yanhua chi 罨画池) steht seit 2001 auf der Liste der Denkmäler der Volksrepublik China (5-395).